# Sumber Agung (Arga Makmur)
Sumber Agung is een bestuurslaag in het regentschap Bengkulu Utara van de provincie Bengkulu, Indonesië. Sumber Agung telt 1192 inwoners (volkstelling 2010).